# جغد نورفک
جغد نورفولک (نام علمی: Ninox novaeseelandiae undulata) نام یک زیرگونه منقرض‌شده از تیره جغدان راستین است.